# Răzvan Cociș
Răzvan Cociş (Cluj-Napoca, 19 de fevereiro de 1983) é um futebolista romeno, meio-campista do Chicago Fire.
Nascido na Transilvânia, região romena de relevante minoria húngara, possui esta origem; seu sobrenome deriva do original em húngaro Kocsis. Ambos têm a mesma pronúncia ("cótchish").